# Powiat Würzburg
Powiat Würzburg (niem. Landkreis Würzburg) – powiat w Niemczech, w kraju związkowym Bawaria, w rejencji Dolna Frankonia, w regionie Würzburg.
Siedzibą powiatu Würzburg jest miasto na prawach powiatu Würzburg, które do powiatu jednak nie należy.

## Podział administracyjny
W skład powiatu Würzburg wchodzą:
- cztery gminy miejskie (Stadt)
- 15 gmin targowych (Markt)
- 33 gminy wiejskie (Gemeinde)
- jedenaście wspólnot administracyjnych (Verwaltungsgemeinschaft)
- trzy obszary wolne administracyjnie (gemeindefreies Gebiet)

Miasta:
| Lp. | Nazwa miasta | Ludność (31.12.2011) | Powierzchnia km² |
| --- | ------------ | -------------------- | ---------------- |
| 1   | Aub          | 1.545                | 17,54            |
| 2   | Eibelstadt   | 2.803                | 7,07             |
| 3   | Ochsenfurt   | 11.304               | 63,55            |
| 4   | Röttingen    | 1.642                | 27,19            |

Gminy targowe:
| Lp. | Nazwa gminy targowej  | Ludność (31.12.2011) | Powierzchnia km² |
| --- | --------------------- | -------------------- | ---------------- |
| 1   | Bütthard              | 1.272                | 36,29            |
| 2   | Eisenheim             | 1.326                | 11,56            |
| 3   | Frickenhausen am Main | 1.228                | 10,54            |
| 4   | Gelchsheim            | 798                  | 15,75            |
| 5   | Giebelstadt           | 5.031                | 48,06            |
| 6   | Helmstadt             | 2.570                | 22,80            |
| 7   | Höchberg              | 9.490                | 7,55             |
| 8   | Neubrunn              | 2.166                | 26,56            |
| 9   | Randersacker          | 3.435                | 16,20            |
| 10  | Reichenberg           | 3.967                | 34,75            |
| 11  | Remlingen             | 1.477                | 20,44            |
| 12  | Rimpar                | 7.752                | 36,42            |
| 13  | Sommerhausen          | 1.662                | 7,22             |
| 14  | Winterhausen          | 1.460                | 8,72             |
| 15  | Zell am Main          | 4.286                | 9,96             |

Gminy wiejskie:
| Lp. | Nazwa gminy         | Ludność (31.12.2011) | Powierzchnia km² |
| --- | ------------------- | -------------------- | ---------------- |
| 1   | Altertheim          | 2.057                | 24,08            |
| 2   | Bergtheim           | 3.408                | 26,48            |
| 3   | Bieberehren         | 937                  | 14,83            |
| 4   | Eisingen            | 3.582                | 5,32             |
| 5   | Erlabrunn           | 1.702                | 4,01             |
| 6   | Estenfeld           | 4.820                | 18,12            |
| 7   | Gaukönigshofen      | 2.455                | 31,98            |
| 8   | Gerbrunn            | 6.480                | 4,58             |
| 9   | Geroldshausen       | 1.325                | 10,40            |
| 10  | Greußenheim         | 1.591                | 17,67            |
| 11  | Güntersleben        | 4.397                | 16,05            |
| 12  | Hausen bei Würzburg | 2.399                | 21,97            |
| 13  | Hettstadt           | 3.655                | 13,92            |
| 14  | Holzkirchen         | 930                  | 8,42             |
| 15  | Kirchheim           | 2.177                | 18,99            |
| 16  | Kist                | 2.447                | 3,87             |
| 17  | Kleinrinderfeld     | 2.100                | 7,74             |
| 18  | Kürnach             | 4.542                | 12,29            |
| 19  | Leinach             | 3.131                | 28,02            |
| 20  | Margetshöchheim     | 3.203                | 6,67             |
| 21  | Oberpleichfeld      | 1.089                | 8,66             |
| 22  | Prosselsheim        | 1.179                | 20,03            |
| 23  | Riedenheim          | 745                  | 23,99            |
| 24  | Rottendorf          | 5.255                | 14,83            |
| 25  | Sonderhofen         | 824                  | 18,80            |
| 26  | Tauberrettersheim   | 853                  | 8,56             |
| 27  | Theilheim           | 2.348                | 9,69             |
| 28  | Thüngersheim        | 2.661                | 11,06            |
| 29  | Uettingen           | 1.902                | 13,52            |
| 30  | Unterpleichfeld     | 2.861                | 23,95            |
| 31  | Veitshöchheim       | 9.917                | 10,76            |
| 32  | Waldbrunn           | 2.601                | 6,62             |
| 33  | Waldbüttelbrunn     | 5.015                | 19,10            |

Wspólnoty administracyjne:
| Lp. | Nazwa wspólnoty administracyjnej | Ludność (31.12.2011) | Powierzchnia km² | Liczba gmin |
| --- | -------------------------------- | -------------------- | ---------------- | ----------- |
| 1   | Aub                              | 3.167                | 52,09            | 3           |
| 2   | Bergtheim                        | 4.497                | 35,14            | 2           |
| 3   | Eibelstadt                       | 7.153                | 33,56            | 4           |
| 4   | Estenfeld                        | 7.325                | 49,71            | 3           |
| 5   | Giebelstadt                      | 6.303                | 84,32            | 2           |
| 6   | Helmstadt                        | 6.879                | 65,18            | 4           |
| 7   | Hettstadt                        | 5.243                | 31,59            | 2           |
| 8   | Kirchheim                        | 3.502                | 29,39            | 2           |
| 9   | Kist                             | 4.504                | 27,94            | 2           |
| 10  | Margetshöchheim                  | 4.905                | 10,69            | 2           |
| 11  | Röttingen                        | 4.177                | 74,57            | 4           |

Obszary wolne administracyjnie:
| Lp. | Nazwa obszaru     | Ludność (31.12.2011) | Powierzchnia km² |
| --- | ----------------- | -------------------- | ---------------- |
| 1   | Gramschatzer Wald | niezamieszkany       | 22,27            |
| 2   | Guttenberger Wald | niezamieszkany       | 18,07            |
| 3   | Irtenberger Wald  | niezamieszkany       | 14,82            |